# Yoga Vasistha

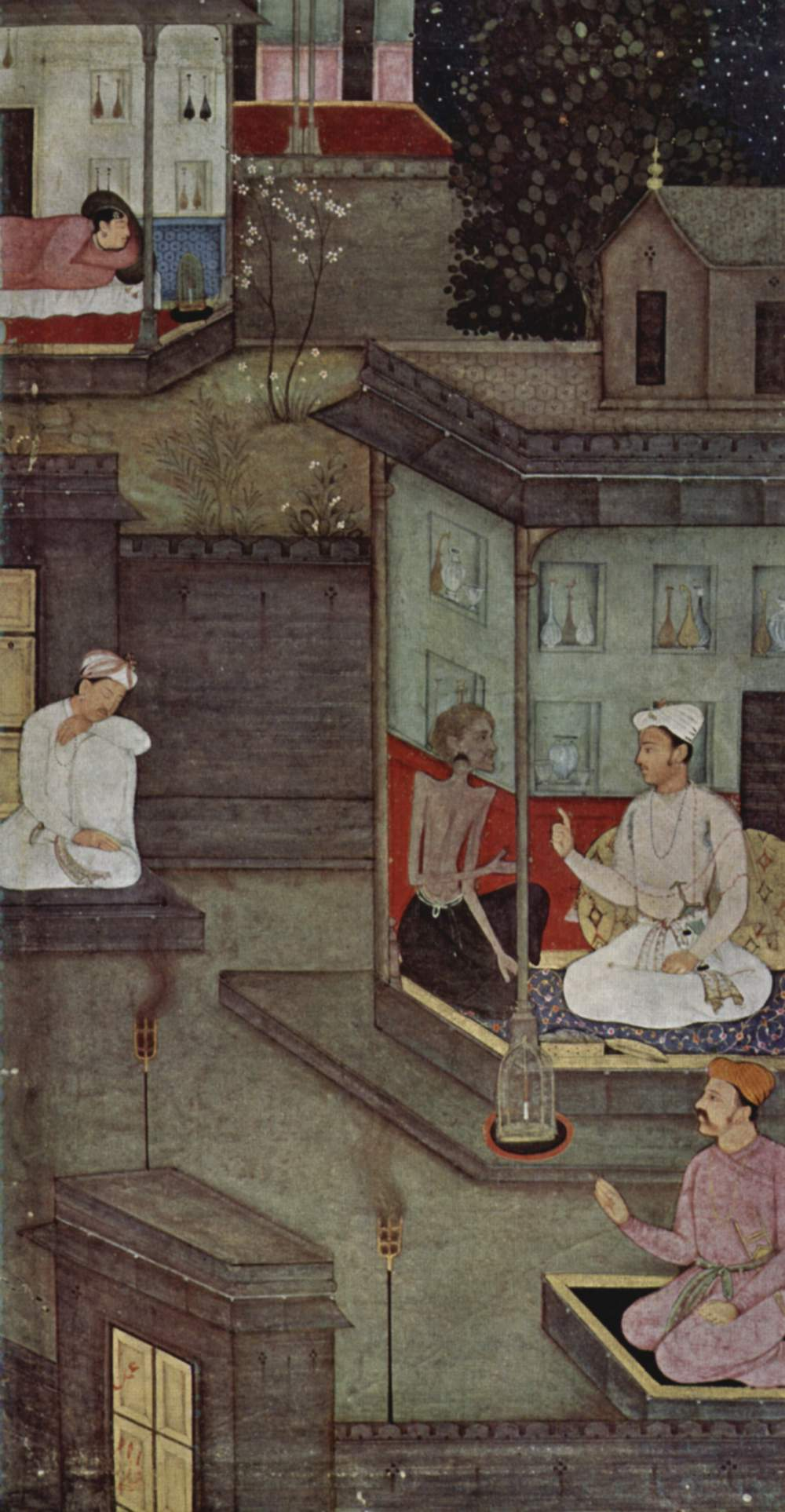
Manoscritto del 1602

Lo Yoga Vasishtha o Yogavāsiṣṭha (devanāgarī: योगवासिष्ठ) è un testo in sanscrito di filosofia indiana āstika scritto fra il VI - VII secolo ed il XII secolo. Il testo è scritto sotto forma di dialogo fra Vasishtha ed il giovane principe Rāma.

## Struttura del testo
Il testo che è costituito di 29000 versi, è diviso in sei parti e 458 capitoli. Le sei parti o sezioni sono nell'ordine:
1. Vairagya Khanda
2. Mumukshu Khanda
3. Utpatti Khanda
4. Sthiti Khanda
5. Upasama Khanda
6. Nirvana Prakarama

È l'essenza di una scrittura più vasta, sempre indiana: il Rāmāyaṇa. E ha lo scopo di spiegare, introdurre, per gradi la conoscenza più alta sino alla completa illuminazione o risveglio spirituale. 
1. ↑  The Sanskrit Heritage Dictionary di Gérard Huet
2. ↑  Monier-Williams Sanskrit-English Dictionary (révision 2008) de Monier Monier-Williams
3. ↑  Riconosce l'autorità delle scritture sacre come il Véda
4. ↑  The concise Yoga Vāsiṣṭha. Venkatesananda, Christopher Chapple. SUNY Press, 1984, introduction page X.